# A Sonata a Kreutzer
A Sonata a Kreutzer é um curto romance de Liev Tolstói publicado em 1889. Apesar de conter uma narrativa, a obra é focada em um diálogo que ocorre durante uma viagem de trem, abordando o casamento e as relações entre homem e mulher, com uma visão bastante pessimista.

## Temática

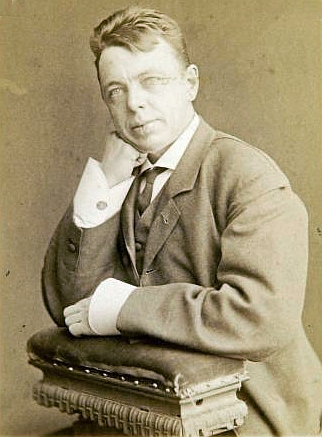
Василий Николаевич Андреев-Бурлак (настоящая фамилия Андреев; 1843—1888) — русский театральный актёр, чтец и писатель.

A epígrafe do livro é Mateus 5:13: "Eu, porém, vos digo: todo aquele que olha para uma mulher com desejo libidinoso já cometeu adultério com ela em seu coração". No decorrer do livro, que consiste basicamente num monólogo do protagonista junto ao narrador, o versículo não somente é citado, como surpreendentemente estendido: "As palavras no Evangelho, no sentido de que todo aquele que presta atenção numa mulher para cobiçá-la já cometeu adultério com ela, não se refere apenas às mulheres alheias, mas, precisamente e sobretudo, à própria esposa".
O romance é basicamente um diálogo no trem entre um protagonista uxoricida e o narrador, mas que poderia se encaixar muito bem como um monólogo, dado que o narrador pouco interfere no discurso. Por diversas vezes o protagonista reforça a ideia de que a mulher deve manter-se incorruptível, "considerar a condição de virgem como a mais elevada", mesmo que isso culmine com a extinção da raça humana, fato considerado pelo narrador como inevitável, tanto pelos estudos religiosos quanto pelos científicos. É um relato amargo sobre como os relacionamentos entre homem e mulher vão desmoronando: brigas, traições e intolerância. "Mas, em nossos dias, o matrimônio não passa de um embuste". Descreve com desenvoltura o desgaste dos relacionamentos no decorrer do tempo:  "Surgiam choques e expressões de ódio por causa do café, da toalha de mesa, do fiacre, de uma jogada no uíste, tudo assuntos que não podiam ter nenhuma importância, quer para um quer para o outro. Em mim, pelo menos, fervia frequentemente um ódio terrível a ela! Olhava às vezes como ela servia o chá, balançava a perna ou levava a colher à boca, como absorvia o líquido, fazendo ruído e odiava-a justamente por isto, como se fosse a pior das ações".
Chega a classificar todo homem como devasso e toda mulher como prostituta: "Assim como aquelas (as prostitutas) aplicam todos os seus recursos para atrair os homens, fazem estas também. Nenhuma diferença. Numa distinção rigorosa, deve-se apenas dizer que as prostitutas a curto prazo são geralmente desprezadas, e as prostitutas a prazo longo, respeitadas". O sexo é classificado como um dos principais motivos da degradação humana, e colocado como repugnante, algumas vezes aparece ao lado de adjetivos fortes, como em "relação suína".

## Censura
Depois que o trabalho tinha sido proibido na Rússia pelos censores, uma versão mimeografada foi amplamente divulgada. Em 1890, o Departamento Postal dos Estados Unidos proibiu o envio de jornais contendo partes serializadas da obra. Isto foi confirmado pelo Procurador-Geral dos Estados Unidos no mesmo ano.
Theodore Roosevelt chamou Tolstoy de "pervertido sexual". A proibição de sua venda foi derrubada nos tribunais de Nova York e Pensilvânia em 1890.